# Евгени Будинов
Евгени Генчев Будинов е български актьор, режисьор и политик.

## Биография
Роден е на 20 юни 1981 г. в София. През 2004 г. завършва НАТФИЗ в класа на Стефан Данаилов и Илия Добрев. От 2005 до 2007 г. работи в Драматичен театър „Адриана Будевска“ в Бургас. От 2007 г. до 2020г. играе на сцената на Малък градски театър „Зад канала“. От 2023г. е в трупата на Народен Театър "Иван Вазов". 
Играе в представления в театър „Сълза и смях“, Народен театър „Иван Вазов“ и всички театрални сцени на България с частни пътуващи представления. Зад гърба си има повече от 45 театрални роли. 
Работил е като автор и водещ в телевизионните предавания Полет на нощта (2009), Преди обед (2014 – 2015), Мармалад (2016). 
През 2018 г. завършва Театрална режисура в Югозападния университет „Неофит Рилски“ и прави режисьорския си дебют в Драматично-куклен театър Враца с постановката „Предградие“.
През 2020 г. поставя като режисьор „Последната нощ на Сократ“ от Стефан Цанев на сцената на шуменския Драматично-куклен театър „Васил Друмев“. През 2022 г. поставя "Вечеря за глупаци" във Франсис Вебер в Драматично-куклен театър "Иван Димов", Хасково. 
Има повече от 45 роли в театъра и над 25 роли в киното и телевизията в български и чуждестранни филмови продукции. Участва в сериалите: 
- Под прикритие роля Явор
- Дървото на живота роля Георги Димитров
- Етажна собственост роля Кирчо
- Откраднат живот роля д-р Петмезов

От 13 октомври 2017 г. до 4 април 2021 г. е депутат в XLIV народно събрание от ГЕРБ. Член е на Комисията по културата и медиите, както и на Комисията по политиките за българите в чужбина.
От 12 декември 2019 до 4 април 2021 е земестник-председател на Комисията по културата и медиите в XLIV НС.
През 2021г. участва в трети сезон на „Маскираният певец“ като гост-участник с костюма на Змията.

## Филмография
- Пътуване до морето (2001), Ваньо
- Отвъд чертата (тв, 2003)
- Тя и той (2004, сериал), епизод, Таксиметров шофьор, Фотограф
- Маймуни през зимата (2006), масажиста
- Людмил и Руслана (2008, 6 серии), Васил
- Хъшове (2008), Мравката
- Стъпки в пясъка‎ (2010), Пецата
- Под прикритие (2011 в епизод 2.6 и 2013 в епизод 3.9, сериал), Явор
- Корпус за бързо реагиране (2012), Гецата
- Цветът на хамелеона (2012), репортер
- Етажна собственост (2012 – 2013, сериал), Кирчо
- Корпус за бързо реагиране 2: Ядрена заплаха (2014), Гецата
- Дървото на живота (2013, сериал), Георги Димитров
- Дякон Левски (2015), Матей Миткалото
- Столичани в повече (2015) Адвокатът
- На педя от земята (2016), ЗКПЧ
- Възвишение (2017), Костович
- Сматфонът беглец (2018), Терминатор
- Откраднат живот (2019, сериал 8-и сезон), д-р Емил Петмезов
- Засукан свят (2019 реж. Мариус Куркински, по едноименния разказ на Николай Хайтов от сборника „Диви разкази“), Копанар
- Останалото е пепел (2020 реж. Георги Костов), Спас
- Борсови играчи (2022 реж. Георги Костов), информатор
- и други

## Роли и постановки в театъра

### Като актьор
- „Зимна приказка“ (роля: Роджеро), Уилям Шекспир, реж. Мариус Куркински, НТ „Иван Вазов“
- „Хъшове“ (роля:Мравката), Иван Вазов, реж. Александър Морфов, НТ „Иван Вазов“
- „Стъклената менажерия“ (роля: Джими О`Конър), Тенеси Уилямс, реж. Г. Михалков, ДТ „Адриана Будевска“ – Бургас
- „Розенкранц и Гилденстерн са мъртви“ (роля:Розенкранц), Том Стопарт, реж. Борислав Чакринов, ДТ „Адриана Будевска“ – Бургас
- „Женитба“ (роля: Фьокла Ивановна), Н. В. Гогол, реж. Юрий Николаевич Погребничко, ДТ „Адриана Будевска“ – Бургас
- „Нерви за любов“ (роля: Синът), реж. Петър Кауков, МГТ „Зад канала“
- „В полите на Витоша“ (роля: Чудомир Чипиловски), П. К. Яворов, реж. Лилия Абаджиева, МГТ „Зад канала“
- „Рибарски свади“ (роля: Исидоро), Карло Голдони, реж. Ст. Данаилов, ДТ „Сълза и смях“
- „Животно на трона“ (различни роли), Карло Гоци, реж. Теди Москов, МГТ „Зад канала“
- „Летене“ (роля: Евгени), Оля Мухина, реж. Десислава Шпатова, МГТ „Зад канала“
- „Михал Мишкоед“ (роля: Вичо), Сава Доброплодни, реж. Иван Урумов, ДТ „Сълза и Смях“
- „Великолепният Рогоносец“ (роля: Говедаря), Фернан Кромелинк, реж. Мариус Куркински, МГТ „Зад канала“
- „Красотата спи“ (роля: Зигмунда Фройде), реж. Теди Москов, МГТ „Зад канала“
- „Жестоки игри“ (роля: Терентий), Ал. Арбудов, реж. Андрей Любимов, ДТ „Адриана Будевска“ – Бургас
- „Дама Пика“ (роля: Сурин), реж. Бина Харалампиева, МГТ „Зад канала“
- „Балкански синдром“ (роля: Кумът), Станислав Стратиев, реж. Мариус Куркински, МГТ „Зад канала“
- „Под контрол“ (различни роли), реж. Младен Алексиев, МГТ „Зад канала“
- „Демонът от Скопие“ (роля: Джоджо), Горан Стефановски, реж. Дино Мустафич, МГТ „Зад канала“
- „Изобретателната влюбена“, Лопе де Вега, реж. Елена Панайотова, МГТ „Зад канала“
- „Недоразбраната цивилизация“ авторски спектакъл на Теди Москов, МГТ „Зад канала“
- „Ромул Велики“ (роля: Зенон, император на Източната Римска империя) реж. Бина Харалмпиева
- „Суматоха“ (роля: Циганинът), Йордан Радичков, реж. Мариус Куркински, МГТ „Зад канала“
- „Скъперникът“ (роля: Метр Жак), Молиер, реж. Лилия Абаджиева, МГТ „Зад канала“
- „Ричард III“ (роля: Санскритски магьосник и Първи и основен гражданин), Уилям Шекспир, реж. Теди Москов, НТ „Иван Вазов“
- „Етажна Гроздова“ (роля: Кирчо), Иван Ангелов, реж. Тодор Николов,
- „Човекоядката“ (роля: Артиста Кънчо), Иван Радоев, реж. Бина Харалампиева, МГТ „Зад канала“
- „Изневери в повече“ (роля: Джон Валоун), Артур Нюфиилд, реж. Емил Марков, Театър „Сълза и смях“
- „Изкуството на комедията“ (роля: Куинто Басети), Едуардо де Филипо, реж. Мариус Куркински, МГТ „Зад канала“
- „Нашата голяма френска сватба“ (роля: Луи), реж. Асен Блатечки
- „На живо от оня свят“ (роля: Гонзаг), реж. проф. Ивайло Христов, Театър „Сълза и смях“
- „Направо от асансьора“ (роля: Ян Декоброй), реж. Иван Радоев, Театър „Сълза и смях“
- "Коварство и Любов" (роля: Фон Калб - Маршалът на Двореца), реж. Асен Шопов, Народен Театър "Иван Вазов"
- ''Да бъдеш или не" (роля: Адолф Кихлер), реж. Теди Москов, Драматично-куклен театър „Васил Друмев” Шумен
- "Всичко за мъжете" (роли: Иво, Ян, Малкия, Лео), Миро Гавран, реж. Евгени Будинов Продуцентска къща Creativa
- "Пратката" (роля: Алън), Боил Банов и Ива Петрони, реж. Боил Банов, ДТ „Адриана Будевска“ – Бургас
- и други

### Като режисьор
- 2018 г. "Предградие" от Ерик Богосян в Драматично-куклен театър Враца
- 2020 г. "Последната нощ на Сократ" от Стефан Цанев в Драматично-куклен театър „Васил Друмев“, Шумен
- 2022 г. "Вечеря за глупаци" от Франсис Вебер в Драматично-куклен театър "Иван Димов", Хасково
- 2024 г. "Всичко за мъжете" от Миро Гавран, Продуцентска къща Creativa
- 2024 г. "Бившата жена на моя Живот" от Жозиан Беласко в Драматично-куклен театър Силистра
- 2024 г. "Убийство в първа класа" в Драматичен театър "Владимир Трандафилов", Видин
- 2025 г "Сърцето на динята" (драматизация и ражисура) авторски спектакъл по разкази на Станислав Стратиев в Общински културен център - Разград

## ТВ сериали
- Под прикритие роля Явор
- Дървото на живота роля Георги Димитров
- Етажна собственост роля Кирчо
- Откраднат живот роля д-р Петмезов

## Озвучаване
- „Бикът Фердинанд“ (2017) – Ангъс
- "Кой светна луната" ("Who lit the Moon?") филм и компютърна игра - Калинковец